# Довгий Олексій Володимирович
Олексій Володимирович Довгий (нар. 2 листопада 1989, Київ) — український футболіст, опорний півзахисник польського «Заглембе» (Сосновець).

## Ігрова кар'єра
Вихованець київського футболу. Після закінчення навчання чергував виступи за «Динамо-2» в першій лізі з грою за дублерів динамівців у першості молодіжних команд. У 2008 році грав в оренді за столичних «армійців», а на наступний сезон знову повернувся в другу динамівську команду. Другу частину сезону 2009/10 провів у «Волині», зайнявши з цією командою друге місце в турнірі першої ліги. 

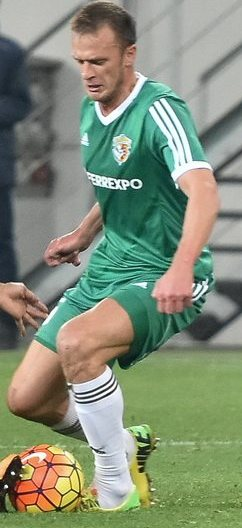
Олексій Довгий під час виступів за «Ворсклу». 6 березня 2016 року.

У наступному сезоні Довгий став переможцем першої ліги, цього разу з «Олександрією». Після завоювання місця у вищому дивізіоні тренер і президент «Олександрії» Володимир Шаран і Микола Лавренко вирішили не змінювати кістяк, а зробити ставку на гравців, які досягнули цього успіху і дали їм шанс проявити себе.
У Прем'єр-лізі дебютував 8 липня 2011 в грі проти «Ворскли». У вищому дивізіоні в складі «Олександрії» провів 26 матчів, що стало другим результатом команди в сезоні після воротаря Юрія Паньківа. Футболіст користувався довірою і у Володимира Шарана і у Леоніда Буряка і у Андрія Купцова. «Олександрія» затрималася в Прем'єр-лізі всього на сезон. Після її «вильоту» за лідерами команди розгорнулося справжнє полювання. Паньків і Гітченко пішли в «Арсенал», Довгий був запрошений в «Іллічівець».
У першому сезоні за «Іллічівець» грав в основному за «молодіжку». Лише починаючи з жовтня 2013 став проводити на полі в матчах Прем'єр-ліги по 90 хвилин. В матчі з «Севастополем» забив гол, однак бригада арбітрів не зарахувала його. У 2014 році маріупольську команду через напружену військової ситуації в місті почали масово покидати гравці. На початку вересня з Маріуполя виїхав і Довгий. У «Іллічівці» йому надали статус вільного агента, і він зайнявся пошуками нової команди. Спочатку працював з «Динамо-2» під керівництвом Хацкевича, потім їздив на перегляд до «Нюрнберґа». Після повернення з Німеччини тренувався з донецьким «Металургом».
Навесні 2015 перейшов у харківський «Металіст» на правах вільного агента. У клубі взяв 2-й номер. Дебютував за харківську команду 7 березня 2015 в матчі проти донецького «Шахтаря» і забив свій перший гол за нову команду. У січні 2016 року покинув «Металіст» та перейшов до полтавської «Ворскли», але вже влітку того ж року залишив «біло-зелених».
Наприкінці липня 2016 року став гравцем кам'янської «Сталі», де провів наступний сезон. Після цього 29 липня 2017 року підписав контракт з «Олександрією».
На початку 2021 року перейшов до ФК «Львів», в якому став капітаном команди. У липні 2022 перейшов до іншої львівської команди — «Руху». У сезоні 2022/23 провів 23 матчі за «Рух» у Прем'єр-лізі та забив 4 голи, а в першій половині сезону 2023/24 був переданий до резервної команди «Рух-2» у другій лізі, де провів 10 ігор і відзначився 1 забитим м'ячем.
У січні 2024 до Довгого почав проявляти інтерес польський клуб «Заглембе» (Сосновець), який очолив колишній тренер київського «Динамо» Олександр Хацкевич. 15 лютого «Заглембе» підписало угоду з українцем як із вільним агентом, щоправда, з огляду на високу травматичність гравця клуб обрав аматорський контракт з низькою зарплатою, щоб не платити Довгому за час відсутності. 18 лютого Довгий відіграв усі 90 хвилин у першому ж офіційному матчі «Заглембе» під керівництвом Хацкевича: команда з Сосновця зазнала домашньої поразки 0:1 від «Знічі» (Прушкув).

## Особисте життя
Одружений. Весілля відбулося в Києві на Оболонській набережній.